# اسپوروین
اسپوروین (انگلیسی: Sporveien) شرکت ترابری نروژی است، که در سال ۲۰۰۲ تأسیس شد.